# Hrovatin
Hrovatin je priimek v Sloveniji, ki ga je po podatkih Statističnega urada Republike Slovenije na dan 1. januarja 2010 uporabljalo 331 oseb.

## Znani nosilci priimka
- Angel Hrovatin (1910—1965), pevec in kulturni delavec v Argentini
- Bojan Hrovatin (1923—1970), športni delavec, pionir športa invalidov-paraplegikov pri nas
- Breda Hrovatin-Vintar (*1932), lutkovna animatorka
- Dušan Hrovatin (*1929), lutkar, animator in avtor animiranih filmov
- Enzo Hrovatin (1961—2022), kitarist in pevec skupine Faraoni, kantavtor
- Ivan Marija Hrovatin, arheolog
- Jana Hrovatin-Kralj (*1940), farmacevtka, biokemičarka
- Janez Hrovatin (1932—2016), elektroenergetik
- Makso Hrovatin (1883—1967), tiskar
- Milan in Rok Hrovatin, veterinarja
- Miran Hrovatin (1949—1994), snemalec in fotoreporter
- Monika Hrovatin, županja občine Zgonik
- Nevenka Hrovatin Vodopivec (*1960), ekonomistka
- Pavel Hrovatin (*1954), kipar v zamejstvu
- Radoslav Hrovatin (1908—1978), etnomuzikolog in skladatelj